# Betta schalleri
Betta schalleri är en fiskart som beskrevs av Maurice Kottelat och Ng, 1994. Betta schalleri ingår i släktet Betta och familjen Osphronemidae. Inga underarter finns listade.